# Свети Исаакий Далматски (Санкт Петербург)
„Свети Исаакий Далматски“ (на руски: Исаакиевский собор) е православна църква, най-голямата в Санкт Петербург, Русия. Храмът е катедрала на Санктпетербургската епархия на Руската православна църква от 1858 до 1929 година.
Разположена е на Исакиевския площад на Адмиралтийския остров в централната част на града. Построена е през 1818 – 1858 година в неокласически стил по проект на Огюст дьо Монферан и е посветена на преподобни Исакий Далматски, светец, особено почитан от император Петър I, който е роден на неговия празник. През 1928 година богослужението в църквата е прекратено и тя е превърната в музей. То е отново разрешено през 1991 година, но сградата продължава да се използва и като музей.